# Consultatio veteris cujusdam jurisconsulti
La Consultatio veteris cujusdam jurisconsulti (en français Consultation de quelque ancien jurisconsulte) est un document juridique de l'Antiquité tardive publié pour la première fois à Paris, en 1577, par Jacques Cujas, qui lui a donné son titre.
Il s'agit d'un texte assez bref consistant en des solutions données à dix questions juridiques formulées successivement par un jurisconsulte répondant par écrit à un avocat. Jacques Cujas s'était fait communiquer le manuscrit, perdu depuis, par son disciple Antoine Loysel, lequel l'avait trouvé à Beauvais, sans doute dans la bibliothèque de la cathédrale. La Consultatio contient de nombreuses citations de constitutions impériales romaines dont les références sont données dans le code Grégorien, le code Hermogénien et le code Théodosien (promulgué en 438). Quant aux ouvrages de juriste, la seule autorité invoquée est celle des Livres des sentences de Paul, dont sont donnés des extraits différents de ceux du Bréviaire d'Alaric. Ces éléments permettent de dater le document de la seconde moitié du Ve  ou du début du VIe siècle. L'origine est probablement la Gaule.  